# Fjellfoten
Fjellfoten este o localitate din provincia Akershus, Norvegia, cu o suprafață de 0,57 km2 și o populație de 1.004 locuitori (2013).